# Ab durch die Hecke
Ab durch die Hecke (Originaltitel Over the Hedge) ist ein US-amerikanischer Animationsfilm aus dem Mai 2006. Er wurde von DreamWorks Animation produziert und in Deutschland von United International Pictures verliehen. Der Film basiert auf dem Comic Over the Hedge von Michael Fry und T. Lewis.

## Handlung
Der Waschbär Richie stiehlt dem noch Winterschlaf haltenden   Schwarzbären Vincent seine gesamten Vorräte. Dabei wird Richie erwischt und vom Bären gezwungen, alle Vorräte, die während des Diebstahlversuchs aus der Höhle auf eine Straße und vor einen LKW gefallen sind, innerhalb einer Woche wiederzubeschaffen, sonst werde er gefressen. Auf der Suche nach neuen Vorräten für Vincent lernt er die bunt zusammengewürfelte Familie der Schildkröte Verne kennen, die gerade ihren Winterschlaf beendet hat. Diese besteht aus Schildkröte Verne, Gemeines Rothörnchen Hammy, Stinktier Stella sowie zwei Opossums und fünf „Stachelschweinen“. (Letztere sind Eltern mit drei Kindern: Nordamerikanische Baumstachler.) Mit Hilfe dieser Gruppe will er in die neugebaute Vorstadt hinter der großen Hecke eindringen, die während des Winterschlafs der Gruppe gepflanzt wurde und nun deren Wald begrenzt. Richie will in der Siedlung die Vorräte für Vincent stehlen.
Nachdem Richie Verne als Familienoberhaupt verdrängt hat, der den Plänen eher skeptisch gegenübersteht, und selbst neuer Anführer der Gruppe geworden ist, unternehmen die Tiere mehrere Raubzüge bei den Menschen. Diese jedoch rufen einen Kammerjäger, um die Diebe einfangen zu lassen. Dieser scheitert vorerst, und Richie bekommt alles zusammen, was er dem Bären schuldet. Verne ist allerdings immer noch misstrauisch und will den Menschen den Karren samt der gestohlenen Nahrung zurückbringen. Darüber kommt es zum Streit zwischen Verne und Richie. Als sich ein debiler Haushund – der nur spielen will – einmischt, kommt es zu einer Verfolgungsjagd, bei dem der Karren zu Bruch geht und einige Gärten verwüstet werden. Richie gibt versehentlich zu, die Gruppe ausgenutzt zu haben. Verne erklärt ihm, dass sie ihm als Familie geholfen hätten, wenn er nur gefragt hätte. Daraufhin schleichen sich alle wieder in die Siedlung und stehlen die von Richie benötigte Nahrung ein weiteres Mal. Dabei wird die gesamte Familie, abgesehen von Richie, der die Beute zu Vincent bringt, vom Kammerjäger gefangen. Richie entscheidet sich im letzten Moment jedoch für die Familie, wirft die Vorräte für Vincent samt Karren zielstrebig auf die Straße vor den Laster des Kammerjägers. Vincent nimmt sofort die Verfolgung auf. Richie kann seine Familie in einer wilden Verfolgungsjagd aus dem Van des Kammerjägers befreien. Als Richie mit seiner Familie durch die Hecke in den Wald zurückkehren will, erscheint Vincent jedoch dort. Sie wollen zurück durch die Hecke, doch dort warten der Kammerjäger und die nervtötende Nachbarin Mrs. Gladys mit einem Rasentrimmer. Es kommt zu einem Lebenskampf in der Hecke. Durch einen Trick Hammys wird Vincent zusammen mit dem Kammerjäger und Mrs. Gladys von einer der Fallen des Kammerjägers versengt. Gladys und der Kammerjäger sollen verhaftet werden. Der Kammerjäger kann knapp über einen Zaun entkommen, während Vincent in ein Tierreservat gebracht wird. Richie ist somit frei und lebt fortan bei Vernes Familie.

## Charaktere
Richie der Waschbär ist die Hauptfigur des Filmes. Verne ist eine überängstliche Schildkröte und der Anführer der Familie. Hammy gehört zur Familie der Eichhörnchen und hat äußerst hyperaktive Züge. Er ist Richies treuester Anhänger. Stella ist ein Stinktier, welches in dem persischen Kater Tigerius das erste Wesen findet, welches sich nicht von ihrem Gestank vertreiben lässt, da er keinen Geruchssinn hat. Vincent ist ein großer, grober Bär. Er liebt eine besondere Kartoffelchipssorte. Richie musste Vincent dienen und ihn immer im Frühling aus dem Winterschlaf wecken.

## Synchronisation
Die Synchronisation übernahm die Berliner Synchron GmbH Wenzel Lüdecke. Für das Synchronbuch und die Dialogregie war Oliver Rohrbeck verantwortlich.
| Rolle                                            | Originalsprecher    | Deutscher Sprecher   | Lebewesen            |
| ------------------------------------------------ | ------------------- | -------------------- | -------------------- |
| Richie                                           | Bruce Willis        | Götz Otto            | Waschbär             |
| Verne                                            | Garry Shandling     | Bernhard Hoëcker     | Schildkröte          |
| Hamilton „Hammy“                                 | Steve Carell        | Ralf Schmitz         | Gemeines Rothörnchen |
| Ozzie                                            | William Shatner     | Kaspar Eichel        | Opossum              |
| Heather                                          | Avril Lavigne       | Jeanette Biedermann  | Opossum              |
| Stella                                           | Wanda Sykes         | Heike Schroetter     | Stinktier            |
| Lou                                              | Eugene Levy         | Michael Nowka        | Stachelschwein       |
| Penny                                            | Catherine O’Hara    | Heidrun Bartholomäus | Stachelschwein       |
| Vincent                                          | Nick Nolte          | Ben Becker           | Schwarzbär           |
| Kammerjäger Dwayne LaFondont                     | Thomas Haden Church | Jörg Hengstler       | Mensch               |
| Hauskatze Prinz Tigerius Mahmoud Shabbaz (Tiger) | Omid Djalili        | Tayfun Bademsoy      | Perserkatze          |
| Nugent                                           | Brian Stepanek      | Roland Hemmo         | Rottweiler           |
| Gladys Sharp                                     | Allison Janney      | Andrea Aust          | Mensch               |

## Weitere Veröffentlichungen
Die Story wurde auch als Spiel mit dem Titel Ab durch die Hecke für PC, Playstation, Game Boy Advance, GameCube, Xbox und Nintendo DS veröffentlicht. Diese Spiele erschienen zeitgleich zum Kinostart im Handel. Sie erzählen nach den ersten vier Leveln (welche dem Film entsprechen) eine erweiterte Handlung, welche ein Jahr nach dem Film spielt. Es gibt ein weiteres Spiel, welches nur für Playstation Portable, Nintendo DS und Game Boy Advance verfügbar ist mit dem Titel Ab durch die Hecke – Hammy dreht durch.

## Filmkritiken
„Unterhaltsames computergefertigtes Zeichentrickabenteuer im Stil eines Caper-Movie. In der Gestaltung ein wenig zu stromlinienförmig ausgefallen, kann der Film immer wieder mit amüsanten Einfällen aufwarten.“

„Trotz dieses moralisch korrekten Happy Ends entfernt sich das Drehbuch angenehm von den Filmen aus dem Disney-Studio, das immer noch in einem wenig überzeugenden Kindchenschema von Gut und Böse verharrt. Also kein Film nur für ganz kleine Zuschauer – was als Lob gemeint ist.“

„Diese münden in irrwitzige Verfolgungsjagden, und hinter allem virtuosen Slapstick lauert Satire auf Fast Food, galoppierende Urbanisierung und ungebremsten Konsumwahn. Slapstick-Orgie mit reichlich Hintersinn.“

„Solide, stimmig, putzig. ‚Ab durch die Hecke‘ ist eine ordentliche Action-Komödie für Kinder, die viele hübsche Gags hat. ‚Findet Nemo‘ und anderen Klassikern der Computeranimation aber wird die Kühlschrank-Invasion nicht den Platz streitig machen.“

„Ab durch die Hecke befriedigt deutlicher als alle anderen Animationsfilme des Studios die Lust an simpel gestrickter Kurzweil. So ist der Film durchaus kindergeburtstagstauglich, doch um nicht nur die ganz Kleinen zu amüsieren, muss den Machern der „Traumschmiede“ deutlich mehr einfallen.“